# Chattanooga Choo Choo
Chattanooga Choo Choo  originariamente era stato registrato come un brano big band e swing dall' Orchestra di Glenn Miller e fu inserita nella colonna sonora del film  Sun Valley Serenata 1941.
The record label, RCA Victor, celebrated by presenting Glenn Miller with a trophy during a live radio broadcast.
Il 10 febbraio del 1942 “Chattanooga Choo Choo” aveva venduto un milione e 200 mila copie in tre mesi; per celebrare il successo la casa discografica RCA Victor gli regalò un disco dipinto d'oro. Secondo lo storico Robert Oermann, il premio dato a Glenn Miller fu l'inizio di una tradizione di etichette che premiano i propri artisti con dischi d'oro incorniciati. Una di queste era la Recording Industry Association of America (RIAA).

## Il brano musicale
La canzone inizia con l'orchestra che, con le trombe e tromboni, imita il fischio del treno che esce dalla stazione, poi inizia la parte strumentale che suona le parti della melodia principale. Questa è seguita dall'introduzione vocale di quattro versi prima che si senta la parte principale della canzone.
Il testo descrive il percorso del treno, proveniente dalla Pennsylvania Station di New York e che attraversa Baltimora fino alla Carolina del Nord prima di raggiungere Chattanooga. Nel testo il protagonista accenna di una donna che lo dovrebbe aspettare alla stazione e con la quale ha intenzione di unirsi per sempre. Dopo la parte cantata, l'orchestra suona la melodia principale solo strumentale, con gli strumenti che imitano il "WHOO WHOO" del treno.

## Altre versioni
Esiste una versione in italiano cantata da Vittorio Belleli con il testo in italiano di Devilli e intitolata Il treno della neve, reinterpretata dalle Sorelle Marinetti inserita nell'album del 2010 Signorine novecento, (Atlantic, 5051865974321).